# 合成代数
数学における体 K 上の合成代数（ごうせいだいすう、composition algebra）は、K 上の（必ずしも結合的でない）単位的多元環 A で、乗法性条件
{\displaystyle N(xy)=N(x)N(y)\quad (\forall x,y\in A)}
を満たす非退化二次形式 N を持つ。合成代数のデータには共軛と呼ばれる対合 x ↦ x* も含まれる。付随する二次形式は N(x) = xx* として与えられ、しばしばその合成代数のノルムと呼ばれる（その意味で合成代数を「ノルム多元環」ともいうが、関数解析学にいうノルム代数とは同じものでないことに注意）。
合成代数 (A, ∗, N) は多元体（ノルム多元体）か、さもなくば分解型多元環 (split algebra) であり、それはヌルベクトル（N(v) = 0 を満たす非零元 v ∈ A）の存在によって決まる。実際、ヌルベクトルが全く存在しないとき、非零元 x の乗法逆元は x*/N(x) が与えるから、その代数は多元体である。他方ヌルベクトルが存在するとき、N は等方二次形式と呼ばれ、その代数は「分裂」(split) する（または分解型 (split type) である）と言う。

## 合成代数の構造定理
標数 ≥ 2 の体 K 上の単位的合成代数はすべて、K からケーリー＝ディクソンの構成法を繰り返し用いることによって構成できる（標数 = 2 の場合は K の代わりに二次元の部分合成代数を考えればよい）。合成代数が取りうる次元は 1, 2, 4, 8 のうちのいずれかに限られる。
- K 上一次元の合成代数が存在するのは標数 char(K) ≥ 2 に限る。
- K 上一次元または二次元の合成代数は可換かつ結合的である。
- K 上二次元の合成代数は、K の二次拡大体か K ⊕ K のいずれかである。
- K 上四次元の合成代数は結合的だが非可換であり、K 上の（一般）四元数環と呼ばれる。
- K 上八次元の合成代数は非結合的かつ非可換であり、K 上の（一般）八元数環と呼ばれる。

語法を一貫させる場合には、一次元の代数を（一般）一元数環 (unarion algebra) および二次元の代数を（一般）二元数環 (binarion algebra) と呼ぶ。

## 例と用例
基礎体 K を複素数体 C として二次形式 z2 をノルムに持つものと考えるとき、C 上の合成代数は C 自身、双複素数環、双四元数環（これは複素 2次正方行列環 M(2, C) に同型）、双八元数環（複素八元数環）C ⊗ O の4種類である。
全行列環 M(2, C) は長く興味を持たれた対象で、最初はハミルトン (1853) が双四元数として言及し、後にはそれと同型な行列の形で（特にパウリ代数として）扱われる。
実数体上で平方函数 N(x) = x2 を考えたものは根源的な合成代数を成す。基礎体 K を実数体 R にとるならば、その上の合成代数は R の他は6種類しかない:166。2, 4, 8 の各次元において、合成代数は「分解型」と「多元体」の二種類が存在しており、それぞれ分解型複素数環（ノルム x2 − y2）と複素数体（ノルム x2 + y2）、分解型四元数環と四元数体、分解型八元数環と八元数体と呼ばれる。

## 歴史
平方和の合成則に関する言及は古くからいくつか存在している。ディオファントスは、今日ではブラーマグプタ–フィボナッチの公式と呼ばれる、二つの平方数の和を含む式について記しているが、これは複素数のユークリッドノルムが複素数の積に関して持つ乗法性と見れば事態をはっきりさせることができる。オイラーは1748年に四平方和の公式を論じたが、それは後にハミルトンが四元数の成す四次元多元環を構成することに通じている:62。1848年にテッサリンが述べられたことで双複素数に初めて光が当てられた。
1818年ごろデンマークの学者フェルディナンド・デゲンが示した八平方和の公式は、後に八元数体の元のノルムに関連付けられた。
八元数体は、歴史的にはケイリー数全体の成す代数系として、初めて知られた非結合多元環である。ケイリー数は二次形式の合成可能性に関する数論的問題の文脈で生じた。この数論的問題は、ある種の代数系（すなわち合成代数）に関する問題に読み替えることができる:61。
1919年にディクソンは、それまでの成果を取り纏めてフルヴィッツの平方和公式の研究を深化させ、二重化の方法を示して四元数からケイリー数を得た。ディクソンは新たな虚数単位 e を導入して、二つの四元数 q, Q に対してケイリー数を q + Qe と書き表した。四元数の共軛を ' で表せば、二つのケイリー数の積は
{\displaystyle (q+Qe)(r+Re)=(qr-R'Q)+(Rq+Qr')e}
で与えられる。ケイリー数の共軛は q' − Qe で与えられ、付随する二次形式 qq′ + QQ′ は互いに共軛な二数の積によって与えられる。この二重化法はケイリー–ディクソン構成と呼ばれるようになった。
実合成代数で正定値二次形式をノルムに持つ場合は、1923年に合成代数に関するフルヴィッツの定理で区切りが付けられた。
1931年にマックス・ツォルンはディクソン構成の乗法規則にパラメタ γ を導入して分解型八元数環を生成した。アドリアン・アルバートもまた、1942年に γ を用いて、ディクソンの二重化を任意の体で平方函数をノルムとしたものに適用して、各々の二次形式を持つ（一般）二元数・四元数・八元数環が構成できることを示した。ネイサン・ヤコブソンは1958年に合成代数の自己同型について述べている。
ℝ および ℂ 上の古典合成代数は単位的多元環であった。乗法単位元を持たない合成代数は、ハンス・ピーターソン（ピーターソン代数）、大久保進（大久保代数）らによって見出された:463–81。